# Claire Voisin

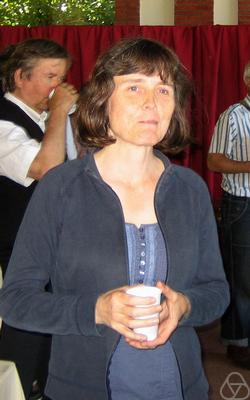
Claire Voisin el 2007, a l'IHÉS

Claire Voisin, nascuda el 4 de març de 1962 a Saint-Leu-la-Forêt, és una matemàtica francesa.
Directora de recerca al Centre Nacional de la Recerca Científica (CNRS) a l'Institut de mathématiques de Jussieu, és membre de l'Acadèmia Francesa de les Ciències i titular de la nova càtedra de matemàtiques Geometria algebraica al Collège de France.

## Biografia
Claire Voisin entra a l'École normale supérieure de jeunes filles (secció Ciències) el 1981.
Associada el 1983, prepara tot seguit una tesi a la Universitat de París Sud sota la direcció d'Arnaud Beauville, i la defensa el 1986.
És directora de recerca del CNRS a l'Institut de matemàtiques de Jussieu.
El 2010, va ser convidada a una conferència plenària al Congrés Internacional de Matemàtics a Hyderabad, com el seu marit, Jean-Michel Coron.
Ha rebut nombrosos premis nacionals i internacionals pels seus treballs en geometria algebraica, especialment per la resolució de la conjectura de Kodaira sobre les varietats de Kähler compactes i la de la conjectura de Green sobre les sizígies. Des del 2010 és membre de l'Acadèmia Francesa de les Ciències.
Des del 2 de juny del 2016, és titular de la nova càtedra de matemàtiques Geometria algebraica, amb la qual ha esdevingut la primera dona matemàtica a entrar al Collège de France.
L'1 de maig del 2017, va signar, juntament amb altres científics, un text en què feia una crida a votar a favor d'Emmanuel Macron durant la segona volta de les eleccions presidencials franceses de 2017, a fi i efecte de "barrar el pas al pitjor", representat per Marine Le Pen. El mateix any va rebre el premi Shaw.

## Obres
Les seves investigacions se centren en la geometria algebraica, especialment en la conjectura de Hodge, en la línia d'Alexander Grothendieck, la simetria especular i la geometria complexa kähleriana.

## Distincions
- Medalla de bronze del CNRS (1988) i posteriorment medalla d'argent (2006)[10] i medalla d'or (2016)[5] · [3]
- Premi IBM al jove investigador (1989)
- Premi EMS de la Societat Matemàtica Europea (1992)
- Premi Servant atorgat per l'Acadèmia de Ciències (1996)
- Premi Sophie-Germain atorgat per l'Acadèmia de Ciències (2003)
- Premi Ruth Lyttle Satter atorgat per l'AMS (2007)[11]
- Clay Research Award en 2008.[12]
- Premi Heinz Hopf (2015)[13]
- Oficiala de l'Orde nacional de la Legió d'honor, 2016[14]
- Premi Shaw, 2017[15]
- Premi L'Oréal-Unesco per a les dones i la ciència, 2019.[16]

El 30 de novembre del 2010 fou elegida membre de l'Acadèmia Francesa de les Ciències.
Fou elegida igualment membre estrangera de l'Acadèmia Nacional de Ciències dels Estats Units (2016), de l'Akademie der Wissenschaften (2009), de l'Istituto Lombardo (2006) i de l'Accademia Nazionale dei Lincei (2011).

## Videografia, audiografia
- (francès) France Culture et Collège de France (2016) Entretien avec Claire Voisin Arxivat 2016-10-06 a Wayback Machine.; difós par France Culture (emissió Éloge du savoir), 23 de juny del 2016.